# Powaqqatsi
Powaqqatsi è un documentario del 1988 diretto da Godfrey Reggio. È il secondo episodio della Trilogia qatsi, che comprende inoltre Koyaanisqatsi (1982) e Naqoyqatsi (2002).
Powaqqatsi è un neologismo della lingua amerindia hopi, creato da Reggio, che significa "vita parassitica" oppure "vita in cambiamento". Più liberamente, può essere interpretata come "vita che consuma le forze vitali di altri esseri per promuovere la propria vita". Mentre il film precedente si focalizzava sullo stile di vita moderno nei paesi industrializzati, Powaqqatsi, nello stesso stile senza dialoghi, si concentra sul conflitto presente nei paesi del Terzo mondo fra gli stili di vita tradizionali e i nuovi stili di vita introdotti con l'industrializzazione. Così come tutti i film della trilogia, anche in quest'ultimo è molto forte la componente sonora, composta da Philip Glass. Le voci umane, specialmente quelle di bambini provenienti dal Sud America e dall'Africa, appaiono molto di più che negli altri film, in armonia con il messaggio e le immagini della pellicola.

## Trama
Reggio riutilizza tecniche familiari del film precedente (rallentatore, time-lapse, sovrapposizione) per drammatizzare gli effetti del cosiddetto Primo Mondo sul Terzo: spostamento, inquinamento, alienazione. L’intreccio narrativo si esprime attraverso associazioni di immagini declinate in sequenze in ossimoro tra la contemplazione degli archetipi ancestrali in estinzione presso le culture moderne (vita cooperativa, senso di gioia nel lavoro e valori religiosi) e modelli di modernità quali treni, aerei di linea, automobili a carbone e solitudine. Il paesaggio rurale lascia spazio a un inferno urbano industriale affollato, soffocante, in accelerazione, dal Perù al Pakistan. Reggio incornicia Powaqqatsi nell’eloquente sequenza iniziale nelle miniere d'oro di Serra Pelada, dove migliaia di uomini, con i loro vestiti e la pelle impregnati della terra che stanno muovendo, trasportano borse bagnate su ripidi pendii in uno sforzo sovrumano per fornire ricchezza ai loro datori di lavoro. Mentre Glass giustappone la sua musica paradossalmente gioiosa, che include le voci dei bambini sudamericani, alcuni di questi uomini portano uno dei loro compagni esausti fuori dalla fossa, con la testa all'indietro e le braccia tese.

## Produzione
Il film è finanziato da Francis Ford Coppola e George Lucas.

## Distribuzione
Il film, distribuito da The Cannon Group, uscì nelle sale statunitensi il 29 aprile 1988, incassando in tutto 589.244 Dollari. In Europa venne distribuito in versione home video (Betamax e VHS) nel 1990.

## Colonna sonora
Il compositore Philip Glass ha accompagnato la troupe cinematografica in molti dei luoghi utilizzati per le riprese e ha incontrato musicisti locali che lo hanno introdotto alle tradizioni musicali dei paesi visitati. Rispetto agli altri film della trilogia, in questo la musica è arricchita da idee e strumenti tipici della nascente "World Music", vivace ed esuberante, con scale insolite e una pletora di strumenti a percussione. Con il suo supporto ritmico, il tema centrale rievoca gli strati sonori tipici di Vangelis, ma il segno minimalista di Philip Glass diventa evidente nel controtema. La traccia "Anthem part 2", estremamente evocativa, è stata riutilizzata da Peter Weir nel film The Truman Show per sottolineare le scene chiave in cui il protagonista prende consapevolezza. Pubblicata da Elektra Nonesuch nel 1988, la colonna sonora contiene 18 tracce:
1. Serra Pelada
2. The title
3. Anthem Part 1
4. That place
5. Anthem Part 2
6. Mosque and temple
7. Anthem Part 3
8. Train to Sao Paulo
9. Video dream
10. New cities in ancient lands, China
11. New cities in ancient lands, Africa
12. New cities in ancient lands, India
13. The unutterable
14. Caught!
15. Mr. Suso # 1
16. From Egypt
17. Mr. Suso # 2 with reflection
18. Powaqqatsi